# 호리고메 유토 (축구 선수)
호리고메 유토(일본어: 堀米 悠斗, 1994년 9월 9일 ~ )는 일본의 축구 선수이다. 현재 J1리그의 알비렉스 니가타에서 뛰고 있다.

## 구단 경력
그는 2013년부터 J리그의 홋카이도 콘사돌레 삿포로, 후쿠시마 유나이티드 FC, 알비렉스 니가타에서 뛰었다.